# Abarnias
Abarnias (altgriechisch Ἀβαρνίας; auch Abarnis oder Abarnos) war die antike Bezeichnung für die Küstenregion und ein Vorgebirge nahe der an der Ostküste des Hellespont (Dardanellen) gelegenen kleinasiatischen Stadt Lampsakos. Stephanos von Byzanz zufolge gab es hier auch eine Stadt mit dem Namen Abarnias, die aber ansonsten nicht bezeugt ist.
In dieser Gegend spielt eine Geburtssage des Gottes Priapos: Aphrodite sei zuerst die Gemahlin des Dionysos gewesen, habe aber während dessen Indienzuges eine Affäre mit Adonis begonnen und sei von diesem mit Priapos schwanger geworden. Bei der Rückkehr des Dionysos sei sie nach Lampsakos geflohen und habe dort Priapos geboren, der aber durch die Zauberkünste der auf den neuen Göttersohn eifersüchtigen Hera missgestaltet zur Welt gekommen sei. Weil Aphrodite ihn wegen seiner Hässlichkeit verleugnete, soll der Platz davon seinen Namen Aparnis, später Abarnis (Lügenfeld) erhalten haben. Laut Ephoros wurde der Ort hingegen nach einem gleichlautenden Abarnis im Gebiet der Phokaier benannt.
405 v. Chr. bewahrte Lysander die Großsegel seiner Schiffe  in der Küstenregion von Abarnis auf, als er die mit seinem Sieg endende Schlacht bei Aigospotamoi gegen Athen ausfocht. Konon gelang es allerdings auf der Flucht, sich durch einen Handstreich dieser Großsegel zu bemächtigen.